# João de Mendonça Furtado
João de Mendonça Furtado (1530 — Batalha de Alcácer-Quibir, 4 de Agosto de 1578) foi um militar português.

## Biografia
Foi o 21.º Governador da Índia. Rumou para a Índia ainda em 1547, sendo nomeado comandante da Fortaleza de Chaul e depois, Capitão de Malaca. Em 1564, foi nomeado Governador da Índia, de forma interina entre fevereiro e setembro daquele ano. Exerceu igualmente o cargo de "General da armada do reino".  Esteve ao lado de Dom Sebastião na batalha de Alcácer-Quibir.

## Dados Genealógicos
Filho de:
- António de Mendoça Furtado e de D. Isabel de Noronha e Castro, filha de D. Fernando de Almada, 2.º conde de Abranches.

Casado com:
- Joana de Aragão, filha de Nuno Rodrigues Barreto, Alcaide-mor de Faro, & Veador da Fazenda do Algarve, & de sua mulher D. Leonor de Milão.

Pais de:
- Nuno de Mendoça, 1º conde de Vale de Reis, que foi da Chave dourada do Cardeal Alberto e seu Gentil-homem da Câmara, Comendador de Armamar na Ordem de Cristo, Capitão General em Tanger e Governador desse "Reino". Casou com Guiomar da Silva Teles de Menezes, filha de Luís da Silva, Alcaide-mor de Moura e Comendador de Campanhã na Ordem de Cristo.